# Братські могили та окремі поховання відомих людей (Кременчук)
Братські могили та окремі поховання відомих людей (Кременчук)
| № п/п | Назва пам'ятки                                                                                    | Місце розташування                                            | Відкриття | Реєстрація | Фото | Короткі відомості |
| ----- | ------------------------------------------------------------------------------------------------- | ------------------------------------------------------------- | --------- | ---------- | ---- | --- |
| 1     | Братська могила радянських воїнів № 1                                                             | Реївка, кладовище (біля ритуального майданчика)               | 1957      | 1985       |      | Поховання часів німецько-радянської війни |
| 2     | Братська могила радянських воїнів № 2                                                             | Реївка (кладовище, західна частина)                           |           | 1985       |      | Поховання часів німецько-радянської війни |
| 3     | Братська могила радянських воїнів «Ніхто не забутий, ніщо не забуто» та 12 могил невідомим воїнам | Крюків, (кладовище, західна частина), вул. Макаренка          | 1957      | 1985       |      | Поховання часів німецько-радянської війни |
| 4     | Братська могила радянських воїнів                                                                 | Крюків, (кладовище, південно-західна частина), вул. Макаренка | 1973      | 1986       |      | Поховання часів німецько-радянської війни |
| 5     | Братська могила радянських воїнів                                                                 | просп. Свободи, на території Парка МЮДа, біля ВАТ «Кредмаш»   | 1958      |            |      | Поховання часів німецько-радянської війни |
| 6     | Братська могила радянських воїнів                                                                 | Крюків, (кладовище, західна частина)                          | 1957      |            |      | Поховання часів німецько-радянської війни |
| 7     | Братська могила підпільників «Подвиг їх вічний, слава їх безсмертна»                              | Крюків, (кладовище, західна частина), вул. Макаренка          | 1957      | 1985       |      | Поховання часів німецько-радянської війни |
| 8     | Братська могила радянських воїнів-героїв битви за Дніпро                                          | Пр-т Полтавський (В. Кохнівка)                                | 1956      | 1985       |      | Поховання часів німецько-радянської війни. Тут похований письменник Комі АРСР А. П. Розмислов |
| 9     | Братська могила бійців саперів та залізничника мосто-загону                                       | Крюків, біля мосту                                            | 1948      | 1985       |      | Загинули при врятуванні мосту через Дніпро. |
| 10    | Братська могила воїнів-ополченців міста Кременчука                                                | Деївська гора                                                 | 1946      |            |      | Поховання часів німецько-радянської війни. Загинули 9 серпня 1941 року в бою з фашистськими загарбниками |
| 11    | Братська могила радянських воїнів                                                                 | Кладовище по вул. Сєрова та вул. Леонова                      | 1943      |            |      | Поховання часів німецько-радянської війни |
| 12    | Братська могила радянських громадян, розстріляних на Зеленому острові                             | Нове міське кладовище, центральна алея                        | 1989      |            |      | Поховання часів німецько-радянської війни |
| 13    | Братська могила «Борцям за владу Рад»                                                             | Пл. Перемоги                                                  | 1938      | 1987       |      | 1917—1920 |
| 14    | Могили радянських воїнів                                                                          | Вул. Пролетарська (Артсклади)                                 | 1950      |            |      | Поховання часів німецько-радянської війни. Восени 2011 могила була розкопана для перепоховання, але замість оснків воїнів, виявили скелети дитини та, ймовірно, літньої жінки. Тепер поховання позбавлять статусу. |
| 15    | Могила старшого лейтенанта Базіяна І. М.                                                          | Крюківське кладовище, вул. Макаренка                          | 1943      |            |      | Поховання часів німецько-радянської війни. Базіян І. М. (1911-9.11.1943) Загинув при розмінуванні Крюкова. |
| 16    | Могила Виноградова М. К.                                                                          | Деївський ліс                                                 | 1966      | 1985       |      | Могила радянського льотчика М. К. Виноградова з 46-ї окремої штурмової авіаційної ескадрильї ВПС військово-морського флоту. Поховання часів війни.                                                                 |
| 17    | Могила Асмолова Д. К.                                                                             | Крюківське кладовище                                          |           |            |      | Могила кавалера Ордену Слави 3-ох ступенів Д. К. Асмолова. Поховання часів німецько-радянської війни. |
| 18    | Могила Корольова Й. Д.                                                                            | Нове міське кладовище                                         | 1988      |            |      | Могила Героя Радянського Союзу Й. Д. Корольова (1906—1987). |
| 19    | Могила Циплухіна М. Д.                                                                            | Нове міське кладовище                                         | 1988      |            |      | Могила Героя Радянського Союзу М. Д. Циплухіна (1916—1987). |
| 20    | Могила Гугніна М. П.                                                                              | Нове міське кладовище                                         | 1988      |            |      | Могила Героя Радянського Союзу М. П. Гугніна (1913—1987). |
| 21    | Могила Баля М. В.                                                                                 | Нове міське кладовище                                         | 1999      |            |      | Могила Героя Радянського Союзу М. В. Баля (1913—1999). |
| 22    | Могила Фаткіна С. С.                                                                              | Нове міське кладовище                                         | 1999      |            |      | Могила Героя Радянського Союзу С. Фаткіна (1918—1999). |
| 23    | Могила Чижова В. П.                                                                               | Нове міське кладовище                                         | 1997      |            |      | Могила Героя Радянського Союзу В. П. Чижова (1922—1997). |
| 24    | Могила Шпаковського С. П.                                                                         | Нове міське кладовище                                         | 1991      |            |      | Могила Героя Радянського Союзу С. П. Шпаковського (1918—1991) |
| 25    | Могила Чередія М. П.                                                                              | Крюківське кладовище                                          | 1996      |            |      | Могила Героя Соціалістичної Праці М. П. Чередія (1927—1996). |
| 26    | Могила Шаповал Н. С.                                                                              | Крюківське кладовище                                          | 1993      |            |      | Могила Героя Соціалістичної Праці Н. С. Шаповал (1926—1993). |
| 27    | Могила Заїченка С. М.                                                                             | Свіштовське кладовище                                         | 1998      |            |      | Могила Героя Соціалістичної Праці С. М. Заїченка (1929—1998). |
| 28    | Могила Логвиненка М. П.                                                                           | Крюківське кладовище, вул. Макаренка                          | 1996      |            |      | Могила Героя Соціалістичної Праці М. П. Логвиненка (1927—1996). |
| 29    | Могила Приходька І. М.                                                                            | Нове міське кладовище                                         | 1991      |            |      | Могила Героя Соціалістичної Праці, Почесного громадянина Кременчука І. М. Приходька (1910—1991). |
| 30    | Могила Кипеня В. П.                                                                               | Свіштовське кладовище                                         | 2001      |            |      | Могила Героя Соціалістичної Праці В. П. Кипеня (1922—2001). |
| 31    | Могила Бутиріна С. А.                                                                             | Реївське кладовище                                            | 1970      |            |      | Могила Почесного громадянина міста Бутиріна С. А. (1899—1970). |
| 32    | Могила Дімари М. В.                                                                               | Реївське кладовище                                            | 1979      |            |      | Могила Почесного громадянина міста М. В. Дімари (1876—1979). |
| 33    | Могила Січного І. М.                                                                              | Реївське кладовище                                            | 1982      |            |      | Могила Почесного громадянина міста І. М. Січного (1893—1982). |
| 34    | Могила Андрієнко Г. Ю.                                                                            | Реївське кладовище                                            | 2000      |            |      | Могила Почесного громадянина міста Г. Ю. Андрієнко (1907—2000). |
| 35    | Могила Коротича С. Т.                                                                             | Реївське кладовище                                            | 1996      |            |      | Могила Почесного громадянина міста Коротича С. Т. (1915—1996) |
| 36    | Могила Задірієнка О. В.                                                                           | Нове міське кладовище                                         | 1988      |            |      | Могила воїна-інтернаціоналіста О. В. Задірієнка (1967—1987). |
| 37    | Могила Скрипченка В. В.                                                                           | Нове міське кладовище                                         | 1982      |            |      | Могила воїна-інтернаціоналіста В. В. Скрипченка (1961—1981). |
| 38    | Могила Барильченка В. Д.                                                                          | Нове міське кладовище                                         | 1984      |            |      | Могила воїна-інтернаціоналіста В. Д. Барильченка (1957—1984). |
| 39    | Могила Кулініча С. В.                                                                             | Нове міське кладовище                                         | 1987      |            |      | Могила воїна-інтернаціоналіста С. В. Кулініча (1966—1986). |
| 40    | Могила Коробенка О. М.                                                                            | Нове міське кладовище                                         | 1988      |            |      | Могила воїна-інтернаціоналіста О. М. Коробенка (1969—1988). |
| 41    | Могила Панчука О. В.                                                                              | Нове міське кладовище                                         | 1985      |            |      | Могила воїна-інтернаціоналіста О. В. Панчука О. В. (?-1985). |
| 42    | Могила Омельченка М. М.                                                                           | Нове міське кладовище                                         | 1989      |            |      | Могила воїна-інтернаціоналіста М. М. Омельченка (?-1989). |
| 43    | Могила Ногіна С. М.                                                                               | Крюківське кладовище                                          | 1984      |            |      | Могила воїна-інтернаціоналіста С. М. Ногіна (1965—1984). |
| 44    | Могила Власюка О. В.                                                                              | Крюківське кладовище                                          | 1989      |            |      | Могила воїна-інтернаціоналіста О. В. Власюка (?-1989). |
| 45    | Могила батьків Макаренка А. С.                                                                    | Крюківське кладовище, вул. Макаренка                          | 1986      |            |      | Могила батьків А. С. Макаренка. |
| 46    | Могила Нагнибіди В. К.                                                                            | Крюківське кладовище                                          |           |            |      | Могила Заслуженого майстра народної творчості УССР В. К. Нагнибіди (1925-1985). |
| 47    | Могила Чуркіна Г.                                                                                 | Крюківське кладовище                                          |           |            |      | Могила відомого благодійника Г. Чуркіна. |